# Valy (Chebi járás)
Valy (németül: Schanz) község Csehországban a Karlovy Vary-i kerület Chebi járásában. Mariánské Lázně-től 4 km-re északnyugatra fekszik. 

## Története
A második világháború után német lakosságát a csehszlovák hatóságok Németországba toloncolták, a település elnevezését pedig Valy-ra módosították. Iskoláját 1968-ban bezárták. Önállóságát 1976-ban veszítette el, ekkor Mariánské Lázně városhoz csatolták. 1990 óta ismét önálló község.

## Népesség
A település népessége az elmúlt években az alábbi módon változott:
| Lakosok száma | 427  | 675  | 541  | 207  | 249  | 305  | 468  | 478  | 469  | 480  |
|               | 1869 | 1890 | 1921 | 1950 | 1980 | 2001 | 2017 | 2019 | 2022 | 2024 |

## Jegyzetek

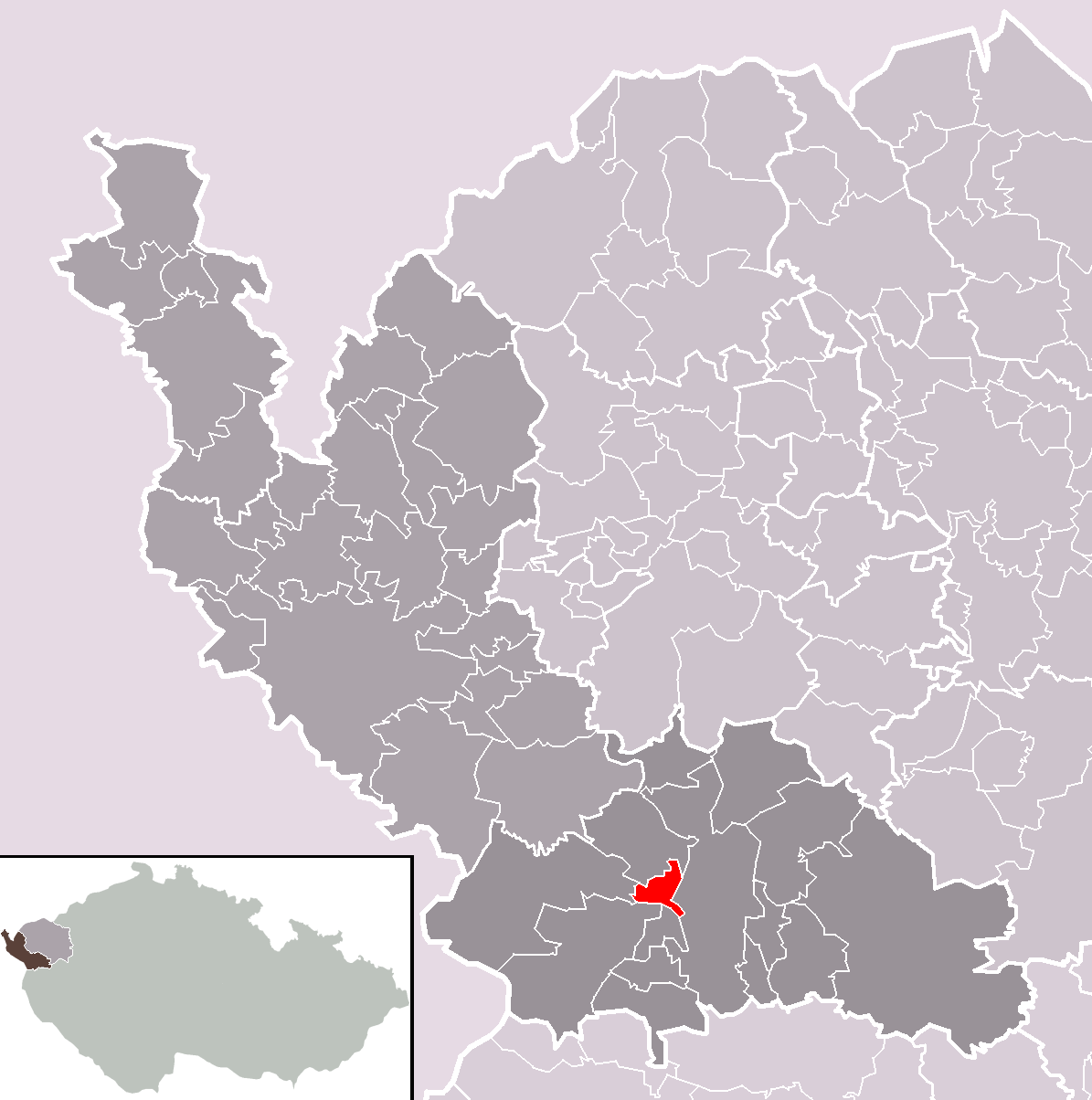
A község közigazgatási területe